# Роб Сімонсен
Роб Сімонсен (англ. Rob Simonsen; народився 11 березня 1978) — американський композитор і диригент. Відомий за музику в таких фільмах, як «500 днів літа» (2009), «Вік Адалін» (2015), «Обдарована» (2017), «Єдиний живий хлопець у Нью-Йорку» (2017), «Таллі» (2018), «З любов'ю, Саймон» (2018), «Перший керівник» (2018), «Поза грою» (2020), «Мисливці за привидами: З того світу». (2021), «Проєкт Адам» (2022), «Кит» (2022), «Дедпул і Росомаха» (2024), «Покинь, якщо кохаєш» (2024), а також телесеріал «Життя по шматочках» (2015—2019). Він співпрацює з режисерами Марком Веббом, Джейсоном Райтманом і Шоном Леві.

## Раннє життя
Сімонсен почав грати на фортепіано на слух у ранньому віці. Його бабуся була викладачем вокалу, і музика була навколо нього в його сімейному домі. Пізніше він вивчав музику в Університеті Південного Орегону, Університеті Орегону та Університеті штату Портленд.

## Кар'єра
Першим кроком Роба у кіно став незалежний повнометражний фільм «Вестендер» у 2003 році. У 2004 році він об'єднався з композитором Майклом Данною та створив музику та аранжування для фільмів Тримай хвилю, Перелом, Людина, яка змінила все та оскароносного Життя Пі. Сімонсен і Данна разом написали музику для 500 днів літа і телесеріалу Джосса Відона «Клуб ляльок». Роботи Сімонсена включають фільми кінофестивалю Sundance Шлях, шлях назад і Захоплюючий час; художній фільм The Вік Адалін, а також З любов'ю, Саймон, Поза грою і Stargirl.
У 2009 році він відкрив власну студію, і The Hollywood Reporter назвав його одним із «15 композиторів, готових зайняти місце в списку A».
6 вересня 2019 року Сімонсен випустив свій перший сольний альбом «Rêveries» на Sony Masterworks.

## Нагороди
- World Soundtrack Award (номінація): Відкриття року за музику до фільмів Захоплюючий час, Шлях, шлях назад (2013).[12]
- Міжнародна премія музичних кінокритиків (номінація): Найкраща оригінальна музика до бойовика/пригодницького фільму/трилера для фільму «Нерв» (2016)[13]
- Нагорода «Голлівудська музика в медіа» (номінація): Найкраща оригінальна музика до незалежного фільму за фільм «Кит» (2022)[14]
- Премія кіножурналістів Індіани (номінація): Найкраща музика до фільму «Кит» (2022)[15]